# Ernest Tubb
Ernest Dale Tubb (Crisp (Texas), 9 februari 1914 – Nashville, 6 september 1984) was een Amerikaanse countryzanger en wegbereider van de honky-tonk-muziek.

## Jeugd
Als jongste telg uit een kinderrijke familie groeide Tubb op in het landelijke Texas. Beïnvloed door de muziek van Jimmie Rodgers begon hij al als jongeling gitaar te spelen. Bij de radiozender KONO in San Antonio lukte hem in 1934 de instap in een bijna dagelijks uitgezonden radioshow. Hij trouwde en een jaar later werd zijn zoon Justin geboren.
Ernest Tubb was verder gefascineerd van de in 1933 aan tuberculose overleden Jimmie Rodgers. Op een dag vond hij het nummer van de weduwe van zijn idool in het telefoonboek en besloot haar te bellen. Er ontwikkelde zich een vriendschap, die decennia zou standhouden. Carrie Rodgers moedigde de jonge muzikant aan. Voor een fotosessie stelde ze hem de gitaar van haar echtgenoot ter beschikking. Bovendien bezorgde ze hem een contract bij RCA Records. De beide eerste singles, waarmee Tubb Jimmie Rodgers probeerde te imiteren, werden een miskleun en Tubb verloor zijn contract. Met kleinere optredens en radio-sessies hield hij zich boven water. Als Gold Chain Troubadour maakte Tubb reclame-optredens voor een handelsonderneming.
In 1940 werd Tubb gecontracteerd door Decca Records. In hetzelfde jaar lukte hem met Blue Eyed Elaine zijn eerste bescheiden hit. De doorbraak lukte hem in 1941 met de eigen compositie Walking The Floor Over You, waarvan meer dan een miljoen exemplaren werden verkocht, een opmerkelijk succes in economisch moeilijke tijden. Walking The Floor Over You telde gelijktijdig als eerste van betekenis zijnde honky-tonk-song. Het was tevens een stijlverandering in de countrymuziek.
In 1943 verhuisde hij naar Nashville en werd lid van de Grand Ole Opry. Ook hier schreef hij geschiedenis. Hij gebruikte als eerste countrymuzikant een elektrische gitaar. In 1944 lukte hem zijn eerste nummer 1-hit Soldier's Last Letter. Er volgde een nagenoeg ononderbroken reeks hitsuccessen, die aanhield tot in de jaren 1960. Als een van de weinige oude sterren overleefde hij de rockabilly, rock-'n-roll en de Nashville Sound. Met zijn warme, diepe en simultaan nonchalante stem bleef hij trouw aan de honky-tonk.
In 1947 opende Tubb in Nashville de eerste en heden nog bestaande Ernest Tubb Record Shop, die spoedig beroemd werd en waaruit een succesvolle keten ontstond. Iets later schiep hij de Midnite Jamboree, een wekelijks in navolging op de Grand Ole Opry uitgezonden radioprogramma. Zijn zoon Justin startte in 1953 ook bij Decca Records als muzikant en kon zich ook bewijzen als succesvolle countrymuzikant. Een verder hoogtepunt in Tubbs carrière was een concert in de Carnegie Hall in New York, het eerste optreden van een betekenende countrymuzikant in de Big Apple. Daarbij kwamen talrijke tv-optredens en kleinere rollen in speelfilms. Muzikaal werkte Tubb ook samen met The Andrews Sisters en Loretta Lynn. Aan het begin van de jaren 1960 lukte hem met Thanks a Lot opnieuw een top 3-hit. In 1965 werd hij als zesde persoon opgenomen in de Country Music Hall of Fame.

## Ziekte en overlijden
In 1966 werd bij Tubb een zware longziekte geconstateerd, maar desondanks ondernam hij verder afmattende tournees. Tijdens de jaren 1970 verminderden de verkoopcijfers. In 1975 beëindigde Decca Records het contract na 35 jaar. Tubb tekende daarna bij een kleiner label. Zijn gezondheidstoestand verslechterde zienderogen en in 1982 moest hij zijn muzikale loopbaan beëindigen. Twee jaar later, op 6 september 1984, overleed hij in Nashville op 70-jarige leeftijd aan de gevolgen van longemfyseem. Hij werd bijgezet op het Nashville Hermitage Memorial Gardens.

## Discografie

### Singles
- 1936: The Passing Of Jimmie Rodgers / Jimmie Rodgers' Last Thoughts
- 1936: The T.B. Is Whipping Me / Since That Black Cat Crossed My Path
- 1940: Blue Eyed Elaine / I'll Get Along Somehow
- 1940: I'll Never Cry Over You / You Broke My Heart
- 1942: E.T. Blues / Walking The Floor Over You
- 1943: Try Me One More Time
- 1944: Soldier's Last Letter / Yesterday's Tears
- 1945: Keep My Mem'ry In Your Heart / Tomorrow Never Comes
- 1945: Careless Darlin'
- 1945: It's Been So Long Darling
- 1946: Rainbow At Midnight
- 1946: Filipino Baby / Drivin' Nails In My Coffin
- 1947: Don't Look Now (But Your Broken Heart Is Showing) / So Round, So Firm, So Fully Packed
- 1947: I'll Step Aside
- 1948: Seaman's Blues
- 1948: You Nearly Lose Your Mind
- 1948: Forever Is Ending Today / That Wild And Wicked Look In Your Eye
- 1948: Have You Ever Been Lonely? (Have You Ever Been Blue) / Let's Say Goodbye Like We Said Hello
- 1949: Till The End Of The World / Daddy, When Is Mommy Coming Home?
- 1949: That's All She Wrote / Why Should I Cry Over You
- 1949: I'm Bitin' My Fingernails And Thinking Of You / Don't Rob Another Man's Castle
- 1949: Mean Mama Blues
- 1949: Slipping Around / My Tennessee Baby
- 1949: My Filipino Rose / Warm Red Wine
- 1949: Blue Christmas / White Christmas
- 1949: Tennessee Border No. 2 / Don't Be Ashamed Of Your Age
- 1950: Letters Have No Arms / I'll Take A Back Seat For You
- 1950: I Love You Because / Unfaithful One
- 1950: Throw Your Love My Way / Give Me A Little Old Fashioned Love
- 1950: Goodnight Irene / Hillbilly Fever No. 2
- 1950: You Don't Have To Be A Baby To Cry
- 1950: (Remember Me) I'm The One Who Loves You
- 1950: Blue Christmas
- 1951: Don't Stay Too Long
- 1951: The Strange Little Girl
- 1951: Hey La La
- 1951: Driftwood On The River
- 1952: Too Old To Cut The Mustard
- 1952: Missing In Action
- 1952: Somebody's Stolen My Honey
- 1952: Fortunes In Memories
- 1953: No Help Wanted
- 1953: Divorce Granted
- 1954: Two Glasses, Joe
- 1955: The Yellow Rose Of Texas
- 1955: Thirty Days (To Come Back Home)
- 1957: Mr. Love / Leave Me
- 1957: My Treasure / Go Home
- 1957: Geisha Girl / I Found My Girl In The U.S.A
- 1958: House Of Glass / Heaven help Me
- 1958: Hey Mr. Bluebird / How Do We Know
- 1958: Hey, Mr. Bluebird
- 1958: Keep Purple Blues / Half A Mind
- 1958: What Am I Living For / Goodbye Sunshine Hello Blues
- 1959: I Cried A Tear / I'd Rather Be
- 1959: Next Time / What I Know About Her
- 1960: Everybody's Somebody's Fool / Let The Little Girl Dance
- 1960: Live It Up / Accidentally On Purpose
- 1960: A Guy Named Joe / White Silver Sands
- 1961: Girl From Abilene / Little Old Band Of Gold
- 1961: Don't Just Stand There / Thoughts Of A Fool
- 1961: Through That Door
- 1961: Christmas Is Just Another Day For Me / Rudolph The Red Nosed Reindeer
- 1962: I'm Looking High And Low For My Baby / Show Her Lots Of Gold
- 1963: Mr. Juke Box / Walking The Floor Over You
- 1963: Thanks A Lot / The Way You're Living
- 1964: Be Better To Your Baby / Think Of Me, Thinking Of You
- 1964: Love Was Right Here All The Time / Mr. & Mrs. Used To Be
- 1964: Pass The Booze / That's All You'll Ever Be
- 1965: Do What You Do Do Well / Turn Around, Walk Away
- 1965: Our Hearts Are Holding Hands / We're Not Kids Anymore
- 1965: Waltz Across Texas
- 1965: After The Boy Gets The Ball / It's For God And Country And You Mom
- 1966: Just One More / Till My Getup Has Gotup And Gone
- 1966: Another Story, Another Time, Another Place / There's No Room In My Heart (For The Blues)
- 1967: Beautiful, Unhappy Home / Sweet Thang
- 1968: Nothing Is Better Than You / Too Much Of Not Enough
- 1968: I'm Gonna Make More Like A Snake / Mama, Who Was That Man
- 1969: Tommy's Doll / Saturday Satan Sunday Saint
- 1969: Somewhere Between / Who's Gonna Take The Garbage Out
- 1970: Dear Judge / Good Year For The Wine
- 1973: Texas Troubador / I've Got All The Heartaches I Can Handle
- 1974: Anything But This / Don't Water Down The Bad News
- 1975: I'd Like To Live It Again / If You Don't Quit Checkin' On Me (I'm Checkin' Out On You)
- 1977: Sometimes I Do / Half My Heart's In Texas
- 1979: Waltz Across Texas
- 1979: Walkin' The Floor Over You
- 1983: Leave Them Boys Alone

- Biblioteca Nacional de España: XX1748812
- Bibliothèque nationale de France: cb13900579s (data)
- Gemeinsame Normdatei: 119498839
- International Standard Name Identifier: 0000 0001 1751 4436
- Library of Congress Control Number: n84143194
- MusicBrainz: eefcb39d-afa5-4db0-916c-e6dbe1892e8e
- Nationale Bibliotheek van Tsjechië: xx0046347
- Nederlandse Thesaurus van Auteursnamen: 073375527
- SNAC: w6gm8jcz
- Trove: 1493796
- Virtual International Authority File: 24788656
- WorldCat: E39PBJqQwb6yhHqTttTf4RHKVC